# Beugel (tandheelkunde)

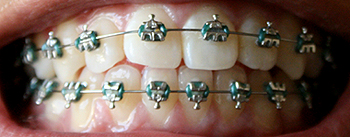
Slotjesbeugel

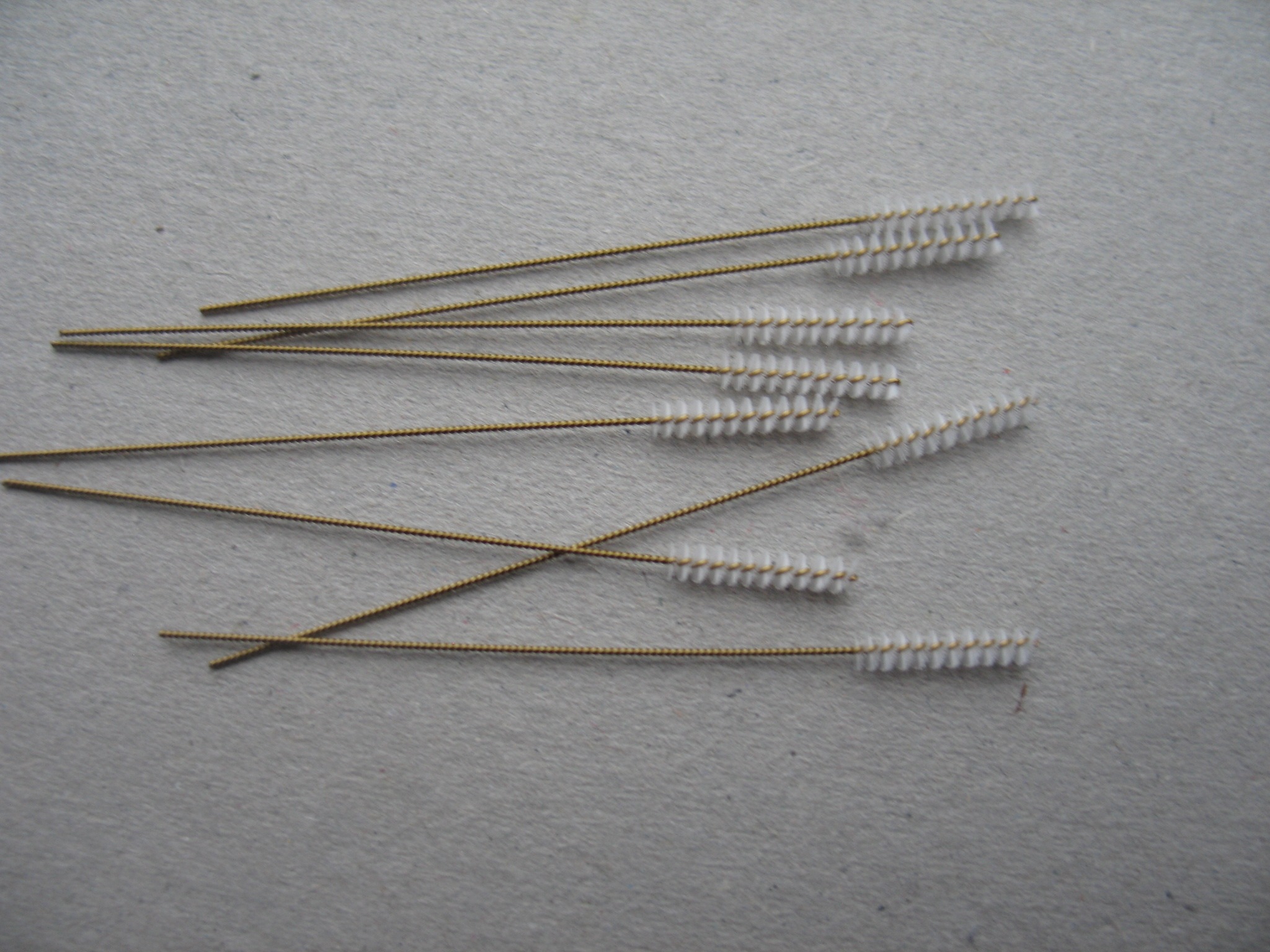
Ragers voor tussen de slotjes

In de tandheelkunde is een beugel een hulpmiddel waarmee de stand van het gebit kan worden gecorrigeerd. Het tandheelkundig specialisme dat zich met gebitsbeugels bezighoudt heet orthodontie.

## Beugelbehandeling
Beugels oefenen krachten op de tanden en kiezen uit, waardoor deze van plaats gaan veranderen. 
Vaak worden er bij een behandeling verschillende beugels gebruikt. De orthodontist bepaalt van tevoren aan de hand van uitgebreid onderzoek van gebitsmodellen, foto's en röntgenfoto's welke beugels het meest geschikt zijn. Ook worden er van de patiënt schedelröntgenfoto's gemaakt, waaraan allerlei metingen worden verricht (cefalometrie). Soms is het nodig dat er in het kader van een orthodontische behandeling kiezen worden getrokken. Beugelbehandelingen duren zo'n anderhalf tot drie jaar. Beugels worden regelmatig door de orthodontist bijgesteld en/of aangepast.

## Hoofdtypen beugels

### Uitneembare apparatuur

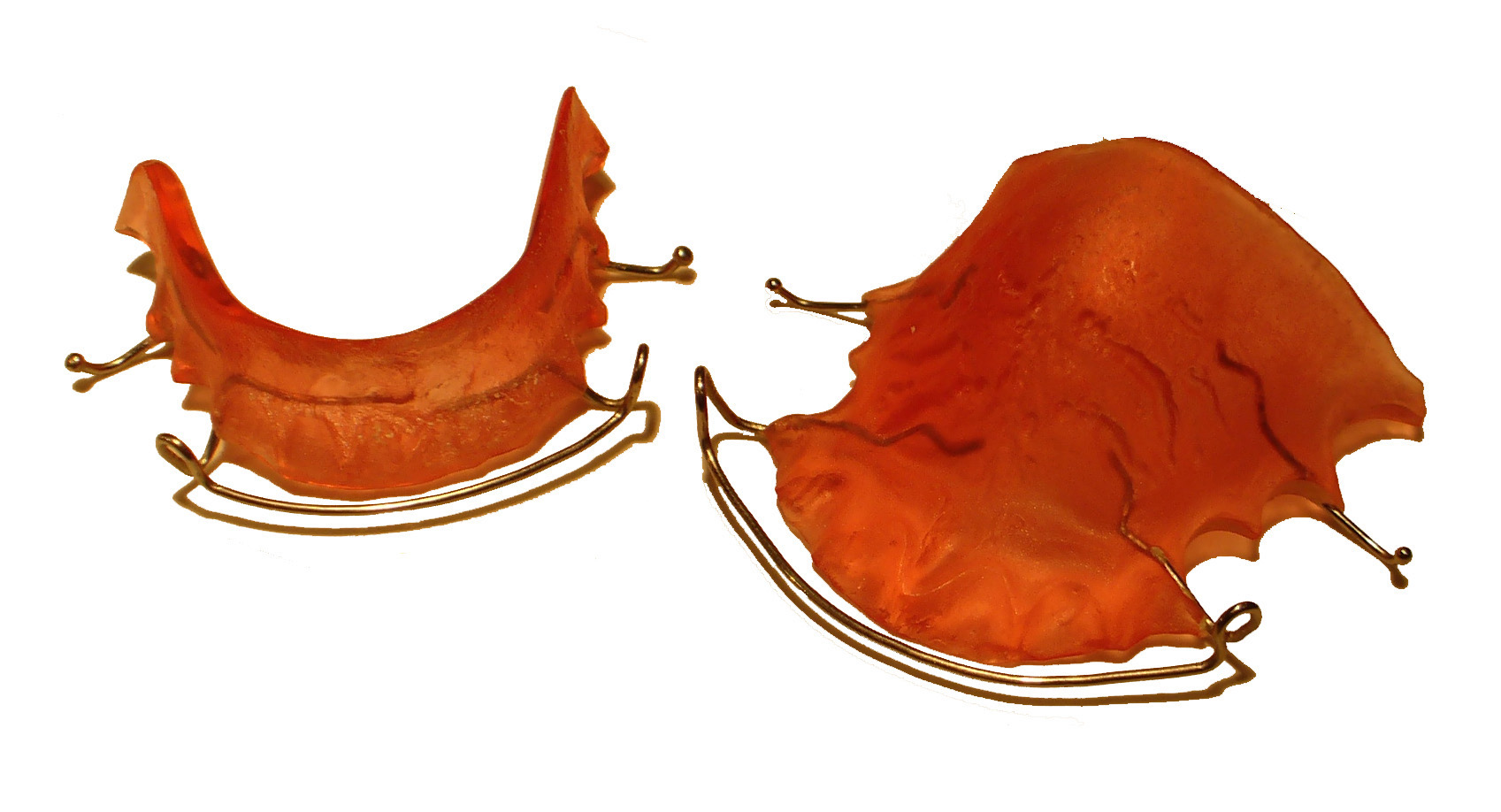
Plaatbeugels

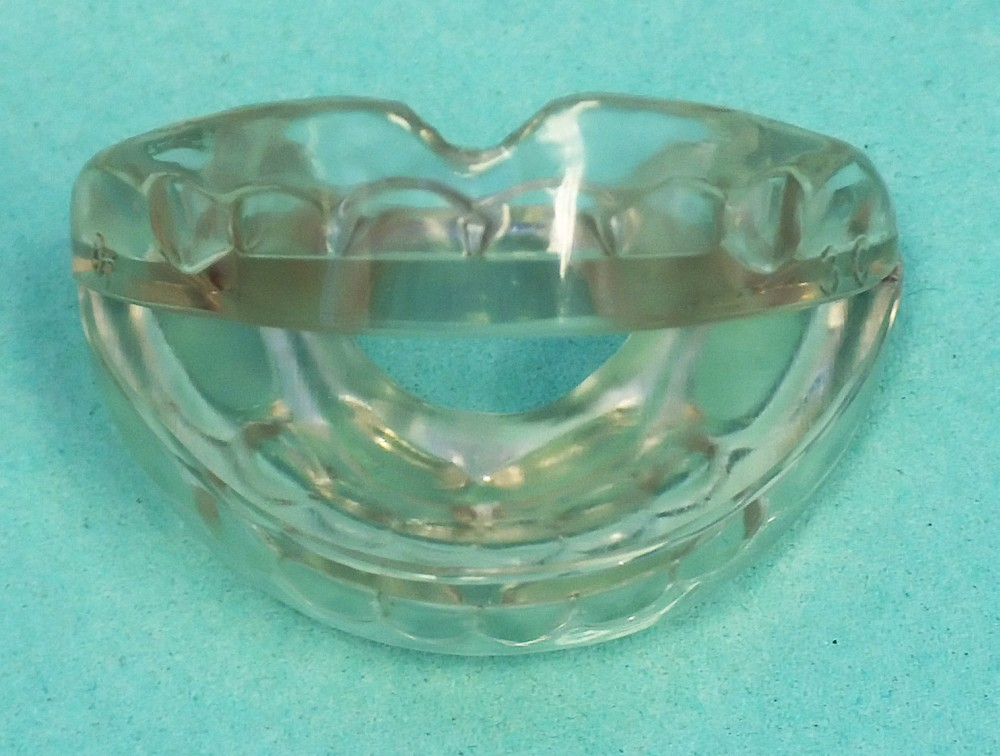
Blokbeugel

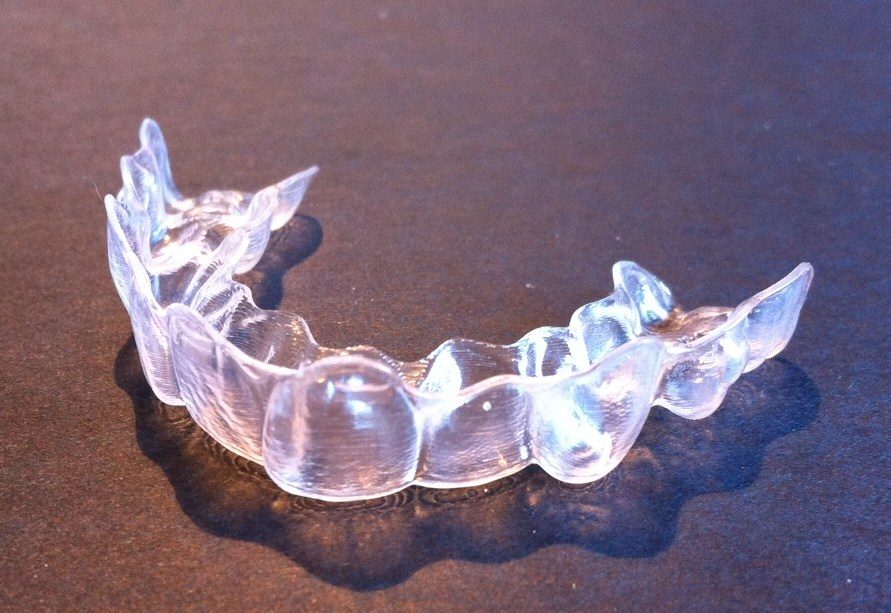
Doorzichtige beugel

Deze beugels zijn van kunsthars en kunnen door de patiënt zelf uit de mond worden genomen. Er zijn drie soorten: 
1. de plaatbeugel, deze bevindt zich om het onder- of bovengebit;
2. de activator, een vrij grote kunstharsbeugel die zowel om als tussen het onder- en bovengebit loopt. De activator wordt ook wel blokbeugel genoemd
3. de doorzichtige / onzichtbare beugel, (clear caps, invisalign) deze bestaat uit een behandeling van plastic hoesjes die over de tanden en kiezen geschoven worden.

### Vaste apparatuur
Vaste beugels zitten met kleine metalen plaatjes (brackets of slotjes) op de tanden en kiezen vast. Die worden vast gemaakt met een sterke lijm. In deze slotjes wordt een dunne metalen draad geplaatst, waarmee krachten op de gebitselementen worden uitgeoefend. Tussen verschillende slotjes kan ook een elastiekje geplaatst worden.

### Buitenbeugel
Deze beugels lopen buiten de mond. De officiële vakterm voor buitenbeugel is headgear. De bekendste buitenbeugels zijn de nekbeugel en de petjesbeugel. Deze beugel wordt ook wel een buitenboordbeugel genoemd.

### Retentiebeugels
Retentiebeugels dienen ervoor om de tanden en kiezen na afloop van een beugelbehandeling zo goed mogelijk in de gecorrigeerde stand te houden. Er bestaan uitneembare (plaatbeugels) en vaste afbouwbeugels (retentiespalken). Uitneembare afbouwbeugels worden meestal na verloop van tijd alleen nog maar 's nachts gedragen. Retentiespalken zijn meestal kleine metalen draden die achter de tanden vastzitten.

## Andere beugels
Naast de hierboven beschreven beugels, die bedoeld zijn om de stand van het gebit te veranderen, zijn er ook beugels (mandibulair repositieapparaat of MRA) die tijdens de slaap gebruikt worden door patiënten die snurken of last hebben van obstructieve slaapapneu. Deze beugels houden 's nachts de onderkaak en de daarmee verbonden weke delen naar voren, waardoor de vernauwde bovenste luchtweg van deze patiënten wordt verruimd. De beugels lijken veel op activatoren.